# Captan
Captan es un plaguicida de uso general (GUP) que pertenece a la clase de fungicidas ftalimidas. Es un sólido blanco, aunque en las muestras comerciales aparecen de color amarillo o marrón.

## Aplicaciones
Aunque se puede aplicar solo, a menudo se agrega como componente de otras mezclas de plaguicida. Se utiliza para controlar enfermedades en una serie de frutas y verduras, así como en plantas ornamentales. También mejora el aspecto exterior de muchas frutas, haciéndolas más brillantes y de aspecto más saludable, es utilizado tanto por cultivadores domésticos como agrícolas y a menudo se aplica durante la producción de manzanas. También es activo contra ciertos oomicetos, como Pythium, lo que lo hace útil para controlar la amortiguación.

## Biodegradación
El compuesto se biodegrada con una vida media de menos de 1 día en el suelo.

## Efectos potenciales sobre la salud
Captan se citó anteriormente como Grupo B2 en un humanos probable carcinógeno por la Agencia de Protección Ambiental (EPA) de los Estados Unidos pero fue reclasificada en 2004. Desde el modo de acción se ha establecido como una respuesta proliferativa (en ratones solamente) y después Vellosidad intestinal, se ha considerado que no es probable que el captan cause tumores en dosis que no irritan el intestino. Respecto a ello la EPA declara que: La nueva clasificación de cáncer considera que el captan es un carcinógeno potencial en dosis altas prolongadas que causan citotoxicidad e hiperplasia de células regenerativas. Estas altas dosis son muchos órdenes de magnitud superiores a las que probablemente se consuman en la dieta o que las encuentran las personas en entornos ocupacionales o residenciales, por lo tanto no es probable que el captan sea un carcinógeno humano ni plantee riesgos de cáncer cuando se usa de acuerdo con las etiquetas aprobadas del producto. Se ha hecho una reclasificación similar para folpet, un fungicida estructuralmente relacionado que comparte un mecanismo común de toxicidad. Un hallazgo clave para captan y folpet es que estos fungicidas no son mutagénicos in vivo; es decir que no son mutagénicos en el animal intacto.

## Producción
Es el producto de la reacción de cloruro de triclorometilsulfenilo con sal sódica de tetrahidroftalamida.